# Vulgärlatein
Mit Vulgärlatein wird das gesprochene Latein im Unterschied zum literarischen Latein bezeichnet. Deshalb wird synonym auch der Begriff Sprechlatein verwendet.
Vulgärlatein war vor allem eine gesprochene und weniger eine geschriebene Sprache. Hieraus leitet sich ab, dass viele vulgärlateinische Wörter nicht belegbar oder belegt sind. Dennoch lassen sich etliche durch eine Rekonstruktion aus heutigen und älteren romanischen Sprachformen bzw. im Vergleich zum klassischen Latein aufgrund regelhaft auftretender Lautverschiebungen erschließen.
Das Vulgärlatein ist der sprachliche Ausgangspunkt der romanischen Einzelsprachen. Im Gegensatz zu diesen war es aber keine einheitlich definierte Sprache, weder in sozialer noch in geographischer oder zeitlicher Hinsicht. Auch ist Vulgärlatein nicht einfach mit „spätem“ Latein gleichzusetzen und als historische Sprachstufe aufzufassen, da es als Varietät des Lateins schon in den frühen Komödien des Plautus und des Terentius bezeugt ist und somit von einer frühen, bereits in altlateinischer Zeit einsetzenden Trennung von gesprochenem und geschriebenem Latein auszugehen ist, die später durch die Sprechgewohnheiten latinisierter Kelten und Germanen noch weiter vertieft wurde und im frühen Mittelalter schließlich zur Herausbildung der romanischen Sprachen führte.

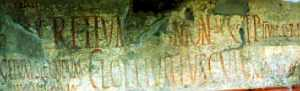
Vulgärlatein, wie in diesem politischen Graffito in Pompeji, war die Sprache des Volkes im Römischen Reich, die sich vom klassischen Latein der Literatur unterschied.

## Etymologie
Das gesprochene Latein als Vulgärlatein zu bezeichnen war bereits in der Antike üblich. Bei Quintilian findet sich bereits die Phrase sermo vulgaris, womit ein gewisses sprachliches Register gemeint ist.  Die Bezeichnung geht auf das lateinische Adjektiv vulgaris ‚zum Volke gehörig, gemein‘ zurück (sermo vulgaris ‚Volkssprache‘). Aus den etwas moderneren Bezeichnungen „Sprechlatein“ oder „Volkslatein“ wird aber deutlich, dass damit nicht zwangsläufig eine niedere Sprachform gemeint ist. Auch die Gebildeten sprachen Vulgärlatein.

## Erschließen des gesprochenen Lateins
Da es aus alter Zeit keine Sprachaufnahmen gibt, muss das gesprochene Vulgärlatein erschlossen werden. Dazu dienen folgende Quellen und Befunde:
- die schriftliche und onomastische Überlieferung zu den frühen romanischen Sprachen, aus deren Entwicklung man durch Rekonstruktion erschließen kann, wie das Sprechlatein, aus dem sie hervorgegangen sind, ursprünglich gesprochen wurde;
- Angaben klassischer Autoren zum gesprochenen Latein wie in Ciceros De oratore (‚Über den Redner‘), in Suetons Ausführungen zu den Sprachgewohnheiten Kaiser Octavians und Vespasians oder (weit spätere) Angaben bei lateinischen Grammatikern, beispielsweise Appendix Probi;
- Schreibfehler in Inschriften oder Graffiti (beispielsweise in Pompeji) sowie auf – zumindest fragmentarisch – original erhaltenen Papyri, etwa „Hec pvgnabet contra orsom …“ statt Hic pvgnabit contra vrsvm … („Dieser[6] wird … gegen einen Bären kämpfen“);
- Normabweichungen in erhaltener Privatkorrespondenz, beispielsweise in Ciceros Atticus-Briefen;
- literarische Werke, in denen bewusst gesprochenes Latein wiedergegeben werden soll; außer den genannten Komödien etwa der Schelmenroman Satyricon des Titus Petronius Arbiter;
- christliche Texte, die literarisch-grammatische Eleganz als Ausdruck weltlicher Eitelkeit vermeiden und stattdessen einen „stilus humilis“ und Nähe zum gesprochenen Latein suchen, beispielsweise die Vulgata des Hieronymus; wegen des späten Entstehungszeitpunkts gilt zudem die Itineratio Egeriae, ein Pilgerbericht, als glückliche Quelle;
- Entlehnungen aus dem gesprochenen Latein in andere Sprachen, beispielsweise Kaiser aus Caesar (gegenüber der Aussprache von später neuentlehntem Cäsar oder dem bulgarischen/russischen Herrschertitel Zar gleicher Herkunft), oder Transkriptionen in einem anderen Alphabet, Κικέρων Kikérōn in Griechisch für Cicero;
- Glossen zu erläuterungsbedürftig gewordenen klassisch-lateinischen Wörtern oder Wortformen;
- die Verslehre (lateinische Metrik) zeigt, dass z. B. anlautendes h- oder auslautendes -m kaum mehr gesprochen wurden.
- die über Augustinus’ Schrift De doctrina Christiana für Karthago belegte Schwierigkeit, dass das Vokalrepertoire den Unterschied zwischen ōs ‚Mund‘ und os ‚Knochen‘ nicht artikulieren konnte.
- die Bedeutungsverbesserung von lateinischen Wörtern, die in den romanischen Sprachen die Normalbedeutung ausdrücken; vgl. lat. caballus ‚Gaul‘ zu ital. cavallo, frz. cheval ‚Pferd‘; lat. bucca ‚Maul‘ zu ital. bocca, frz. bouche ‚Mund‘; manducare ‚mampfen‘ zu altital. mandicare, frz. manger ‚essen‘.
- lateinische Diminutivbildungen, die – in gesprochener Sprache eher vertreten – in romanischen Sprachen in die Normalbedeutung aufrücken; vgl. genu und *genuculum zu ital. ginocchio ‚Knie‘; filius und filiolus zu frz. filleul ‚Patensohn‘, altital. figliuolo ‚Sohn‘; lat. caput ‚Kopf‘ und capitium zu span. cabeza ‚Kopf‘, frz. chevet ‚Kopfende, Bettseite‘.
- hyperkorrekte Schreibweisen, die etwa in Inschriften Kenntnisschwund anzeigen: bspw. tempulum anstelle des korrekten templum in der Annahme, in der gesprochenen Sprache sei ein Vokal ausgefallen. Ähnlich möchte der Wechsel zwischen 'v' und 'b’ verfahren.
- die Komparativbildung aus lat. magis in der Fortsetzung im Spanischen oder – in jüngerer Entwicklung – der Komparativ aus lat. plus im Italienischen und Französischen.
- die zwischenzeitliche Bildung eines bestimmten Artikels aus dem Demonstrativpronomen ipse, wie er noch im Sardischen erhalten ist, während er in anderen Varietäten durch eine Bildung aus ille verdrängt wurde.
- Hinweise auf Wechsel der Wortart infolge von denkbarem Gestikulieren, indem aus lat. hicce ‚hier‘ die ital. Objektpronomen ci ‚zu uns, uns, hierin‘ und aus lat. ibi ‚dort‘ die Objektpronomen vi ‚zu euch, euch, dort hin, darin‘ usw. hervorgegangen sein möchten.

Die Erschließung des Sprechlateins hängt ab von der Möglichkeit, die in solchen Quellen belegten Einzelphänomene unter dem Gesichtspunkt ihrer Lautgesetzlichkeit anhand von Regeln zu beschreiben und unter Berücksichtigung anderssprachiger Einflüsse sowie außersprachlicher (geschichtlicher, sozialer und geographischer) Faktoren zu erklären.

## Vulgärlatein in der Sprachwissenschaft
„Vulgärlatein“ kann in der Sprachwissenschaft je nach Kontext unterschiedliche Bedeutungen haben:
1. das gesprochene Latein des Römischen Reiches,
2. der erschließbare Vorgänger der romanischen Sprachen (Proto-Romanisch).

Die vom klassischen Sprachgebrauch abweichenden Innovationen in spätlateinischen Texten (ab dem 2. Jahrhundert n. Chr.) können auf vulgärlateinischen Einfluss zurückgehen. Aus sprachwissenschaftlicher Sicht kann jedoch der Begriff Vulgärlatein nicht auf solche Innovationen beschränkt sein, weil das gesprochene Latein ja auch schon in früheren Zeiten neben dem geschriebenen existiert hat und die besten Quellen des Vulgärlateins (Komödien des Plautus, Terenz) gerade aus vorklassischer Zeit stammen.
In altlateinischer Zeit ist der Unterschied zwischen Sprech- und Schriftlatein noch vergleichsweise geringfügig. In klassischer Zeit, seit dem 3. Jahrhundert v. Chr., wird er durch die Normierung des Schriftlateins unter dem Einfluss des Griechischen – vermittelt durch griechische Sprach- und Rhetorik-Lehrer in Rom und durch die Nachahmung griechischer Literatur – verstärkt. Mit dem Wachstum und dem Zerfall (ab dem 3. Jahrhundert n. Chr.) des römischen Reiches und der Entstehung keltischer und germanischer Oberschichten intensiviert sich diese Entwicklung, die in der latinisierten Bevölkerung zu einer irreversiblen Zweisprachigkeit – Sprechlatein als Mutter- oder Erstsprache gegenüber Schriftlatein als sekundär erworbener Verkehrs-, Amts- und Literatursprache sowie Sprache des Kultus – und damit zur Herausbildung selbständiger romanischer Sprachen aus dem regional diversifizierten Sprechlatein führt. Die entscheidenden Übergänge in dieser Entwicklung sind zuerst für Nordfrankreich, und zwar für die Zweisprachigkeit dokumentiert, spätestens durch das Konzil von Tours (813) und für die Selbständigkeit des Romanischen durch die Straßburger Eide (842).
Die erste wissenschaftliche Bestimmung des Begriffs Vulgärlatein wurde durch den Romanisten Friedrich Diez vorgenommen.

## Problematisierung des Begriffes „Vulgärlatein“
Auch wenn es sich gemeinhin durchgesetzt hat, die gesprochene Varietät des Lateinischen als Vulgärlatein zu bezeichnen, empfinden manche Philologen es als hinderlich oder sogar irreführend. Nicht nur sei das Wort vulgär überwiegend negativ besetzt, Vulgärlatein suggeriere eine gänzlich andere Sprache als das klassische Latein, als hätte es im Römischen Reich schon zu klassischen Zeiten eine Diglossie gegeben. So wird das gesprochene Deutsch auch nicht als „Vulgärdeutsch“ in Abgrenzung zum Schriftdeutsch bezeichnet. Ebenso bezeichnet Vulgärlatein die gesprochene lateinische Sprache im gesamten Römischen Reich über einen Zeitraum von über 1000 Jahren, weshalb es sich als ausgesprochen schwierig herausstellt, allgemeingültige Aussagen zu treffen.
Der Philologe Paul M. Lloyd sammelte in einem Artikel verschiedene Definitionen des Vulgärlateinischen und stellte fest, dass die Begriffsextension äußerst weitreichend ist. So wird in einem Werk Vulgärlatein als Latein der unteren Klassen oder als das Latein der Armen aufgefasst, in anderen hingegen als „wahres Latein“ im Gegensatz zur „künstlichen“ Schriftsprache. Seinen Artikel schließt er mit folgendem Fazit ab:

“I wish it were possible to hope that the term might go out of use. Many scholars have stated that ‘Vulgar Latin’ is a useless and dangerously misleading term, and yet it continues to find its way into introductory manuals and basic courses in Romance linguistics. Perhaps it is only by appealing to teachers that it may be possible to break the vicious circle that has characterized the use of the term for so long: students are introduced to the expression, are told that it has a particular meaning (often enough, idiosyncratic to the author or teacher), and then are left to discover for themselves, if they ever do, that it is used in different senses by others. Teachers have a responsibility to their students to tell them the truth, as far as they know it. At the very least, they must not misinform them. To tell them that ‘Vulgar Latin’ is a useful term, one with a clear-cut meaning, both misinforms and misleads them. To abandon it once and for all can only benefit scholarship.”

„Ich wünschte, es wäre möglich zu hoffen, dass der Begriff nicht mehr verwendet würde. Viele Wissenschaftler haben erklärt, dass ‚Vulgärlatein‘ ein nutzloser und gefährlich irreführender Begriff ist, und dennoch findet er weiterhin seinen Weg in Einführungshandbücher und Grundkurse der Romanistik. Vielleicht ist es nur möglich, den Teufelskreis zu durchbrechen, der die Verwendung des Begriffs so lange geprägt hat, indem man an die Lehrer appelliert: Die Schüler lernen den Ausdruck kennen, bekommen gesagt, dass er eine bestimmte  (oft genug eine für den Autor oder Lehrer idiosynkratische) Bedeutung hat, und müssen dann, wenn überhaupt, selbst entdecken, dass er von anderen in verschiedenen Bedeutungen verwendet wird. Die Lehrer sind ihren Schülern gegenüber verpflichtet, ihnen die Wahrheit zu sagen, soweit sie sie kennen. Zumindest dürfen sie sie nicht falsch informieren. Wenn sie ihnen sagen, dass ‚Vulgärlatein‘ ein nützlicher Begriff mit einer eindeutigen Bedeutung ist, werden sie sowohl falsch informiert als auch in die Irre geführt. Die endgültige Abschaffung dieses Begriffs kann für die Wissenschaft nur von Vorteil sein.“

## Phonologie

### Vokale
So verschwand die klassisch lateinische Unterscheidung zwischen langen und kurzen Vokalen (Quantitätenkollaps). Wegen dieser Veränderung wurde die Betonung auf Tonsilben viel ausgeprägter als im klassischen Latein.
In der Folge entwickelten sich die Vokale bereits regional unterschiedlich weiter.
| „Buchstabe“ | „Buchstabe“ | Klassisch       | Vulgär              | Vulgär     |
| „Buchstabe“ | „Buchstabe“ | Klassisch       | Tonsilbe            | unbetontes |
| ----------- | ----------- | --------------- | ------------------- | ---------- |
| kurzes A    | ă           | /a/             | /a/                 | /a/        |
| langes A    | ā           | /aː/            | /ɑ/                 | /a/        |
| kurzes E    | ĕ           | /e/             | /ɛ/                 | /e/        |
| langes E    | ē           | /eː/            | /e/                 | /e/        |
| kurzes I    | ĭ           | /i/             | /ɪ/                 | /e/        |
| langes I    | ī           | /iː/            | /i/                 | /i/        |
| kurzes O    | ŏ           | /o/             | /ɔ/                 | /o/        |
| langes O    | ō           | /oː/            | /o/                 | /o/        |
| kurzes V    | ŭ           | /u/             | /ʊ/                 | /o/        |
| langes V    | ū           | /uː/            | /u/                 | /u/        |
| AE          | æ           | /aɪ/, spät /ɛː/ | /ɛ/, sporadisch /e/ | /e/        |
| OE          | œ           | /oɪ/            | /ɔɪ̯/, spät /e/      | /e/        |
| AV          | au          | /aʊ̯/            | /aʊ̯/, spät /o/      | /o/        |

### Konsonantismus
Ein vom klassischen Latein abweichender Konsonantenstand ist für die Periode vor dem Untergang des Römischen Reiches nicht belegt. Dennoch legen die modernen romanischen Sprachen eine Diversifizierung anhand von Substrat- oder Superstrateinflüssen nahe.
Beispielsweise werden in sämtlichen romanischen Varietäten nördlich des Isoglossenbündels Rimini-Spezia die intervokalischen, stimmlosen Verschlusslaute des Lateinischen sonorisiert oder schwinden vollständig (vgl. amicus, ital. amico, frz. ami und span. amigo). Rechnet man ein, dass Norditalien, das heutige Frankreich und die iberische Halbinsel ehedem keltische Siedlungsgebiete waren, so könnte über Substrateinfluss der vorgefundenen keltischen Sprachen und ihrer Sprecher befunden sein.
Für weniger wahrscheinlich gilt der Superstrateinfluss hinkommender Völkerschaften. Erwöge man Veränderungen durch die Germanen, so wäre deren Bevölkerungsanteil auch für die Zeit der germanischen Reichsgründungen nicht hinreichend zahlenstark gewesen. Dennoch könnte man die bezeichneten Gebiete nördlich der Linie Rimini-Spezia mit den Goten, Langobarden, Franken oder Vandalen in Beziehung setzen.

## Wortschatz
Vulgärlatein kennt viele Wörter und (im Fall der letzten beiden Beispiele) Formen, die dem klassischen Latein fremd waren. Beispiele sind etwa:
| Klassisch     | Vulgär               | Deutsch  |
| ------------- | -------------------- | -------- |
| sīdus, stēlla | stēlla               | Stern    |
| pulcher       | bellus, formosus     | schön    |
| ferre         | portāre              | tragen   |
| edere, ēsse   | comedere, mandūcāre  | essen    |
| loqui         | fābulari, parabolāre | sprechen |
| ludere        | iocari               | spielen  |
| ōs            | bucca                | Mund     |
| res           | causa                | Sache    |
| magnus        | grandis              | groß     |
| emere         | comparāre            | kaufen   |
| equus         | caballus             | Pferd    |
| esse          | essere               | sein     |
| posse         | potēre               | können   |

Einige im Romanischen verloren gegangene Wörter wurden später als lateinische Lehnwörter allerdings wieder aufgenommen. So findet man hin und wieder im Neuromanischen gelernte Latinismen, die neben ihren volkstümlichen, ererbten Formen koexistieren. Beispielsweise wurde das lateinische fungus ‚Pilz‘ im Spanischen zu hongo, mit dem lautgesetzlichen Wandel von anlautendem f zu h; daneben gibt es aber auch fachsprachliches fungo ‚Fungus, Myzel‘, das im Mittelalter neu aus dem Latein übernommen wurde. Neben diesen zahlreichen Wortdoubletten gibt es sogar Worttripletten. So gehen auf das lateinische fabula die italienische fiaba ('Fabel'), die italienische favella ('Sprache') und die italienische favola ('Märchen', 'Erzählung') zurück.
Frühe Differenzierungen lassen sich an Wortschatzpräferenzen ablesen. Beispiel sei die Bezeichnung für 'schön', die in einigen romanischen Sprachen auf formosus zurückgeht, in anderen – mutmaßlich – auf *benellus bzw. bellus. In der Komparativbildung greift beispielsweise das Spanische auf die alte lateinischen Bildung mit magis zurück und nutzt eine ältere Möglichkeit. Eine Neuerung mag die Komparativbildung aus plus gewesen sein, wie sie im Italienischen und im Französischen vorliegt.
Beachtenswerterweise finden sich sprachliche Innovationen nahe an den Zentrallandschaften des Römischen Reiches, während sich in der Peripherie ältere Zustände erhalten haben.
| Klassisch                           | Altgriechisch | Vulgär          | Spanisch              | Italienisch       | Französisch             |
| ----------------------------------- | ------------- | --------------- | --------------------- | ----------------- | ----------------------- |
| ictus ‚Schlag, Stoß‘                | kólaphos      | colaphus        | golpe                 | colpo             | coup                    |
| lapis ‚Stein‘                       | pétra         | petra           | piedra                | pietra            | pierre                  |
| fūnis ‚Seil‘                        | chordḗ        | chorda ‚Schnur‘ | cuerda                | corda, fune       | corde                   |
| gladius ‚Schwert‘                   | spáthē        | spatha          | espada                | spada             | épée                    |
| avunculus ‚Onkel mütterlicherseits‘ | theĩos        | thius ‚Onkel‘   | tío                   | zio               | (oncle)                 |
| amita ‚Tante väterlicherseits‘      | theĩa         | thia ‚Tante‘    | tía                   | zia               | afrz. †taie ‚Großtante‘ |
| pūmilus ‚Zwerg‘                     | nãnos         | nānus           | enano                 | nano              | nain                    |
| vultus ‚Gesicht‘                    | kára          | cara            | cara                  | (volto)           | †chère                  |
| iecur ‚Leber‘                       | sykōtón       | ficatum         | hígado                | fegato            | foie                    |
| locusta ‚Hummer‘                    | kámmaros      | cammarus        | cám(b)aro ‚Meerkrebs‘ | gambero ‚Garnele‘ | afrz. †jamble           |

1. ↑  Altfranzösisch taie Rektus Singular (neben taye, teie), taiain Obliquus Singular, mit Bedeutungswandel zu ‚Großtante, -mutter‘; davon wurde mask. taion abgeleitet.
2. ↑  Veraltet; nur noch in wenigen Redensarten, z. B. faire bonne chère ‚gut speisen‘, eigentlich ‚ein gutes Gesicht machen‘.
3. ↑  Eine Lehnübersetzung, d. h. ficatum, gebildet zu fīcus ‚Feige‘, nach dem altgriech. Vorbild von sykōtón ‚mit Feigen gemästete Gans mit besonders feiner Leber‘, zu sỹkon ‚Feige‘ gebildet.

## Grammatik

### Auftreten der bestimmten und unbestimmten Artikel
Das klassische Latein, dem über das Vulgärlatein indirekt auch alle romanischen Sprachen entstammen, verfügte noch über keine Artikel. Im Latein finden sich verschiedene Demonstrativpronomina, die auch alleinstehend gebraucht werden können, etwa ille ‚jener, der‘; ein Demonstrativ, das ursprünglich auf fern liegende oder allgemein bekannte Personen oder Gegenstände verweist. Im Vulgärlatein und später in den romanischen Sprachen nimmt nunmehr dieses Demonstrativum zum einen eine Entwicklung hin zum bestimmten Artikel, zum anderen aber wird es zum Personalpronomen verblassen (grammatikalisieren).
Im Vulgärlatein hat sich jedoch der Gebrauch des Demonstrativpronomens ille als definiter Artikel allmählich etabliert und wurde in den allermeisten romanischen Sprachen weiter ausgebaut.
Der unbestimmte Artikel entwickelte sich in vielen Sprachen aus dem lateinischen Numerale (Zahlwort) für „1“ (lateinisch ūnus/ūna/ūnum (m./f./n.) ‚ein/eine/ein‘) und ist deshalb häufig mit diesem in der Form identisch.
lateinisch ūnus/ūna/ūnum (m./f./n.)
→ italienisch uno/una
→ französisch un/une
→ katalanisch un/una
→ spanisch un/una
→ portugiesisch um/uma
→ rumänisch un/o
→ aromunisch un(u)/unã
Der hier genutzte Satz Sol est sidus bedeutet übersetzt: „Die Sonne ist ein Stern.“
| Zeitraum                | Sprache            | ART.def | NOM     | Kopula | ART.indef | NOM       |
| ----------------------- | ------------------ | ------- | ------- | ------ | --------- | --------- |
| bis 2. Jh. n. Chr.      | Klassisches Latein | Ø       | Sol     | est    | Ø         | sidus.    |
| 2. – 8. Jh. n. Chr.     | Vulgärlatein       | (Ille)  | Sol     | est    | ('una')   | stella.   |
| Neuzeit (16. – 21. Jh.) | Sardisch           | Su      | sole    | est    | un’       | isteddu.  |
| Neuzeit (16. – 21. Jh.) | Italienisch        | Il      | sole    | è      | una       | stella.   |
| Neuzeit (16. – 21. Jh.) | Portugiesisch      | O       | sol     | é      | uma       | estrela.  |
| Neuzeit (16. – 21. Jh.) | Spanisch           | El      | sol     | es     | una       | estrella. |
| Neuzeit (16. – 21. Jh.) | Katalanisch        | El      | sol     | és     | un        | estel.    |
| Neuzeit (16. – 21. Jh.) | Französisch        | Le      | soleil  | est    | une       | étoile.   |
| Neuzeit (16. – 21. Jh.) | Bündnerromanisch   | Il      | sulegl  | è      | ina       | staila.   |
| Neuzeit (16. – 21. Jh.) | Friaulisch         | Il      | soreli  | al è   | une       | stele.    |
| Neuzeit (16. – 21. Jh.) | Aromunisch         | Soaria  | Soaria  | easti  | unã       | steauã.   |
| Neuzeit (16. – 21. Jh.) | Rumänisch          | Soarele | Soarele | este   | o         | stea      |

### Verminderung der Fälle
Die lautgesetzlichen Veränderungen im Vulgärlatein bewirkten verschiedene Zusammenfälle im Bereich der Flexionsendungen, indem etwa auslautendes m stumm wurde sowie kurzes a mit langem ā und kurzes u mit langem ō zusammenfiel. Die nachfolgenden Tabellen vergleichen den Zustand des klassischen Lateins mit demjenigen des Vulgärlateins und fügen je eine spätere Varietät hinzu, um die Fortentwicklung anzuzeigen.
|           | Klassisch (ca. 1. Jh.) | Vulgär (ca. 5. Jh.) | Vgl. Neu- rumänisch |
| --------- | ---------------------- | ------------------- | ------------------- |
| Nominativ | rosa                   | *rósa               | roză                |
| Akkusativ | rosam                  | *rósa               | roză                |
| Ablativ   | rosā                   | *rósa               | roză                |
| Dativ     | rosae                  | *róse               | rozei               |
| Genitiv   | rosae                  | *róse               | rozei               |

|           | Klassisch (ca. 1. Jh.) | Vulgär (ca. 5. Jh.) | Vgl. Altfranzösisch (ca. 11. Jh.) |
| --------- | ---------------------- | ------------------- | --------------------------------- |
| Nominativ | mūrus                  | *múros              | murs                              |
| Akkusativ | mūrum                  | *múru               | mur                               |
| Ablativ   | mūrō                   | *múro               | mur                               |
| Dativ     | mūrō                   | *múro               | mur                               |
| Genitiv   | mūrī                   | *múri               | mur                               |

Dieser starke Kasussynkretismus (Zusammenfall der Endungen) bewirkte eine zunehmende Umschreibung der syntaktischen Verhältnisse mittels Präpositionen. Vulgärlatein entwickelte sich damit von einer synthetischen Sprache zu einer analytischen.
Der Genitiv starb gemäß Wilhelm Meyer-Lübke im dritten nachchristlichen Jahrhundert aus und wurde durch die dem Nomen vorangestellte Präposition de ‚von‘ ersetzt. Der Dativ hielt sich länger, wurde aber ebenfalls durch eine Präpositionalkonstruktion ersetzt, nämlich mit ad ‚zu‘. Von dieser Entwicklung wurden die Personalpronomen weniger betroffen, und sie behielten oft ihre eigenständigen Formen bei. So wurde der Ablativ mēcum ‚mit mir‘ im Spanischen zu conmigo. Das Rumänische hat komplexe Flexionen für den Genitiv/Dativ -e(i) -(l)ui -(l)or -uri. 
In den west- und inselromanischen Sprachen (Ibero-, Gallo- und Rätoromanisch sowie Sardisch) wurde dieses System in späterer Zeit dahingehend neu funktionsfähig gemacht, indem das im Vulgärlatein lautgesetzlich erhaltene -s im maskulinen Nominativ Singular schwand und das im Akkusativ Plural lautgesetzlich erhaltene -s auf den Nominativ Plural übertragen wurde. Damit erhielten die west- und inselromanischen Sprachen ein System „Singular ohne -s“ versus „Plural auf -s“; vgl. neufranzösisch Singular generell la rose, le mur versus Plural generell les roses, les murs. In den italoromanischen Sprachen hingegen verschwand das -s des maskulinen Nominativ Singulars ebenfalls, im Plural wurden hingegen die Formen des Nominativs verallgemeinert, vgl. neuitalienisch Singular generell la rosa, il muro vs. Plural generell le rose, i muri. Im Balkanromanischen schließlich haben sich sowohl Kasusendungen im Genitiv/Dativ als auch die Formen des lateinischen Nominativ Plural erhalten.
Nach abweichender Erklärung setzt das Italoromanische das auslautende -s des Akkusativs Plural in einer Zwischenstufe ebenfalls voraus. Hingegen wird ein auslautendes -s des Lateinischen im Italienischen zu -i vokalisiert. Der Weg wäre somit muros > *muroi > muri.

### Verlust des Neutrums
|     | Substantive | Substantive | Adjektive | Adjektive |
| Sg. | Pl.         | Sg.         | Pl.       |           |
| m   | uomo        | uomini      | buono     | buoni     |
| f   | donna       | donne       | buona     | buone     |
| n   | uovo        | uova        | buono     | buone     |

Da das Neutrum durch lautliche Entwicklungen meist nur noch im Nominativ und Akkusativ Plural vom Maskulinum zu unterscheiden war (vgl. n. nova, m. novi ‚die Neuen‘), wurde es von den Maskulina absorbiert.
Im Italienischen haben sich Reste des lateinischen Neutrums erhalten. Formen wie l’uovo fresco ‚das frische Ei‘ / le uova fresche ‚die frischen Eier‘ deutet die eine Anschauung als maskulines uovo mit einem unregelmäßigen Plural, die andere Sicht beschreibt uovo als ein regelmäßiges Substantiv im Neutrum (lat. ovum, Plural ova). Ausgeprägter ist dieses Phänomen in einigen süditalienischen Dialekten, vgl. südkalabresisch locu ‚Ort‘ – locura.
Auch das Spanische kennt noch Reste eines Neutrums. Deadjektivische Abstrakta flektieren zwar wie Maskulina, verlangen jedoch an Stelle des maskulinen Artikels el den neutralen Artikel lo: lo bueno ‚das Gute‘.
Außer im Rumänischen gibt es in anderen großen romanischen Sprachen keine Substantive mit neutralem Genus mehr, aber alle haben noch Pronomina im Neutrum. Französisch: celui-ci, celle-ci, ceci ‚dieser‘, ‚diese‘, ‚dieses‘; Spanisch: éste ‚dieser‘, ésta ‚diese‘, esto ‚dieses‘; Italienisch: ciò, 'dies’ (aus ecce hoc); Katalanisch: el ‚ihn‘, la ‚sie‘, ho ‚es‘; Portugiesisch: todo ‚aller‘ m., toda ‚alle‘ f., tudo ‚alles‘ n.

### Klitische Objektpronomen (Tobler-Mussafia-Gesetz)
Das klassische Latein kannte keine klitischen oder unbetonten Objektpronomina. Dort waren alle Pronomina, vergleichbar mit denen in der standardhochdeutschen Sprache, eigenständige Wörter, die frei im Satz an Stelle von Substantiven auftreten konnten, deshalb waren es in der Regel auch betonte Pronomen. Mit dem Herausbilden des Vulgärlateins entwickelte sich dann die Unterscheidung zwischen betonten und unbetonten Formen, wie sie in allen romanischen Sprachen zu finden ist. Auch kam es zu einer fundamentalen Umstrukturierung des Pronominalsystems, welche in der Folge Ausdruck des grundlegenden Umbaus im syntaktischen System war.
Die Pronomina bildeten zwei Formen aus, so die
- betonten, unverbundenen, eigenständigen Pronomina, die allein oder mit einer Präposition zusammen auftreten und sich durch eine relativ freie Stellung im Satz auszeichnen, und die
- unbetonten, verbundenen Pronomina, die immer direkt beim Verb stehen (proklitisch vor oder enklitisch nach dem Verb).

Diese Gesetzmäßigkeit wurde bei der Entstehung der romanischen Sprachen von den beiden Romanisten Adolf Tobler (1875) und Adolf Mussafia (1886) erstmals beschrieben und später als Tobler-Mussafia-Gesetz benannt.
Im Vulgärlatein pàter me vídet der „Vater sieht mich“ steht das Pronomen me enklitisch zu pàter und proklitisch zu vídet. Im Satz nùnc me vídet „nun sieht sie/er mich“ steht das Pronomen me enklitisch zu nùnc und proklitisch zu vídet. Unbetonte Pronomen dürfen nicht am Satzanfang stehen, sondern müssen ein betontes Wort vor sich haben.

### Adverbien
Das klassische Latein kannte verschiedene Suffixe, um Adverbien aus Adjektiven zu bilden: carus „lieb“, „teuer“ wurde zu care; acer „scharf“ zu acriter; creber „oft“ zu crebro. Alle diese Formen gingen im Vulgärlatein verloren und wurden durch einen Ablativ und das Wort mente, Ablativ von mens, ersetzt, was „im … Sinne“, „auf … Art/Weise“ bedeutete. So wurde velox („schnell“) statt zu velociter zu veloci mente > veloce mente („im schnellen Sinne“, „auf schnelle Art/Weise“, vgl. deutsch glücklicherweise, eigentlich „in glücklicher Weise“).
Diese Veränderung fand schon im ersten Jahrhundert vor Christus statt und findet sich beispielsweise bei Catullus:
Nunc iam illa non vult; tu, quoque, impotens, noli,
Nec quae fugit sectare, nec miser vive,
Sed obstinata mente perfer, obdura.
(„Nun will sie nicht mehr, du solltest auch nicht wollen, noch was flieht verfolgen, noch vergrämt leben, sondern (er)trage es festen Verstandes standhaft.“)

### Verben
Morphologisch werden die Verben des klassischen oder Schriftlateins wie folgt differenziert: nach drei Personen (erste, zweite und dritte Person), zwei Numeri (Singular und Plural), nach drei finiten Modi (Indikativ, Konjunktiv und Imperativ) sowie fünf infiniten Modi (Infinitiv, Partizip, Gerundium, Gerundivum, Supinum). Weiter werden zwei Handlungsrichtungen oder Diathesen unterschieden – Aktiv und (Medio-)Passiv –, sechs Tempora und zwei Aspekte, so als „inperfectum“ Präsens, Imperfekt und Futur I sowie als „perfectum“ Perfekt, Plusquamperfekt und Futur II. Darüber hinaus lassen sich vier Konjugationsklassen aufzeigen, neben einer Reihe von unregelmäßigen Verben.
Im Vulgärlatein machen sich nun drei Änderungen bemerkbar, so die Entstehung analytischer Formen im Bereich des Passivs, aber auch der Modi und Tempora sowie das Entstehen eines Systems aspektueller Verbalperiphrasen. Bei den Tempora verschwanden etliche Formen oder gingen in anderen Formen auf.

#### Entwicklung
Einige Tochtersprachen, wie Altfranzösisch, entwickelten durch die Lautverschiebungen neue grammatikalische Unterscheidungen. Beispielsweise gab es auf Latein ámo, amámus („ich liebe, wir lieben“); weil ein betontes A auf Altfranzösisch zu einem Diphthong wurde, konjugierte man j’aime („ich liebe“), aber nous amons („wir lieben“) (neufranzösisch: nous aimons). Viele dieser „starken“ Verben haben heute vereinheitlichte Formen, doch manche behielten die Diphthongierung: je viens („ich komme“), aber nous venons („wir kommen“).
Das Futur wurde in den romanischen Sprachen ursprünglich über Hilfsverben ausgedrückt. Das war deswegen der Fall, weil /b/ zwischen Vokalen zu /v/ wurde, das Futur „amabit“ war so vom Perfekt „amavit“ nicht mehr unterscheidbar. Ein neues Futur wurde entwickelt, ursprünglich mit dem Hilfsverb habere: *amare habeo, wörtlich „ich habe zu lieben“. Wie aus folgenden Beispielen ersichtlich, wurde aus habeo ein Futursuffix:
- Französisch: j’aimerai (je + aimer + ai) < aimer [„lieben“] + j’ai [„Ich habe“].
- Portugiesisch: amarei (amar + [h]ei) < amar [„lieben“] + eu hei [„Ich habe“].
- Spanisch: amaré (amar + [h]e) < amar [„lieben“] + yo he [„Ich habe“].
- Italienisch: amerò (amar + [h]o) < amare [„lieben“] + io ho [„Ich habe“].

Das Futur in der sardischen Sprache wird weiterhin mit app’a (appo a, von lat. habeo) + Infinitiv gebildet. Im Italienischen ist die zusammengesetzte Form in der altsizilianischen Dichtung (13. Jahrhundert) noch an der Wortbildung erkennbar.
Das Konditional hat einen ähnlichen Ursprung wie das Futur. Es geht auf die Bildung vom Typ *amare habui zurück, setzt also habere ins Perfekt (vgl. ital. amere[bb]i oder amerebbe).

#### Konjugation
Ein Vergleich klassischen und Vulgärlateins sowie von fünf romanischen Sprachen in der Konjugation des regelmäßigen Verbs amare und des Hilfsverbs esse:

##### amare
|                                             | Latein                                                                       | Vulgärlatein                                                                    | Spanisch | Portugiesisch                                                                              | Italienisch                                                                       | Französisch                                                             | Katalanisch                                                                                           |
| Indikativ                                   |                                                                              |                                                                                 | |                                                                                            |                                                                                   |                                                                         | |
| Infinitiv                                   | amare                                                                        | amare                                                                           | amar | amar                                                                                       | amare                                                                             | aimer                                                                   | amar                                                                                                  |
| Präsens                                     | amo amas amat amamus amatis amant                                            | amo amas ama amamos amates aman                                                 | amo amas ama amamos amáis aman | amo amas ama amamos amais amam                                                             | amo ami ama amiamo amate amano                                                    | aime aimes aime aimons aimez aiment                                     | amo ames ama amem ameu amen                                                                           |
| Futur                                       | amabo amabis amabit amabimus amabitis amabunt                                | amare habo amare habes amare habe amare habemos amare habetes amare haben       | amaré amarás amará amaremos amaréis amarán | amarei amarás amará amaremos amareis amarão                                                | amerò amerai amerà ameremo amerete ameranno                                       | aimerai aimeras aimera aimerons aimerez aimeront                        | amaré amaràs amarà amarem amareu amaran                                                               |
| Imperfekt                                   | amabam amabas amabat amabamus amabatis amabant                               | amaba amabas amaba amabamos amabates amaban                                     | amaba amabas amaba amábamos amabais amaban | amava amavas amava amávamos amávais amávam                                                 | amavo amavi amava amavamo amavate amavano                                         | aimais aimais aimait aimions aimiez aimaient                            | amava amaves amava amàvem amàveu amaven                                                               |
| Perfekt                                     | amavi ama(vi)sti amavit amavimus ama(vi)stis amaverunt                       | amai amasti amaut amammos amastes amaront                                       | amé amaste amó amamos amasteis amaron | amei amaste amou amámos amastes amaram                                                     | amai amasti amò amammo amaste amarono                                             | aimai aimas aima aimâmes aimâtes aimèrent                               | amí (vaig amar) amares (vas amar) amà (va amar) amàrem (vam amar) amàreu (vau amar) amaren (van amar) |
| Zusammengesetztes Perfekt                   | – –                                                                          | amatum habo amatum habes amatum habe amatum habemos amatum habetes amatum haben | he amado has amado ha amado hemos amado habéis amado han amado                                                                                    | tenho amado tens amado tem amado temos amado tendes amado têm amado                        | ho amato hai amato ha amato abbiamo amato avete amato hanno amato                 | ai aimé as aimé a aimé avons aimé avez aimé ont aimé                    | he amat has amat ha amat hem amat heu amat han amat                                                   |
| Plusquamperfekt                             | amaveram amaveras amaverat amaveramus amaveratis amaverant                   |                                                                                 | (amara) (amaras) (amara) (amáramos) (amárais) (amaran)                                                                                            | amara amaras amara amáramos amáreis amaram                                                 |                                                                                   |                                                                         | |
| Konjunktiv                                  | Latein                                                                       | Vulgärlatein                                                                    | Spanisch | Portugiesisch                                                                              | Italienisch                                                                       | Französisch                                                             | Katalanisch                                                                                           |
| Präsens                                     | amem ames amet amemus ametis ament                                           | ame ames ame amemos ametes amen                                                 | ame ames ame amemos améis amen | ame ames ame amemos ameis amem                                                             | ami ami amiamo amiate amino                                                       | aime aimes aime aimions aimiez aiment                                   | ami amis ami amem ameu amin                                                                           |
| Futur (vom lateinischen Konjunktiv Perfekt) | amaverim amaveris amaverit amaverimus amaveritis amaverint                   |                                                                                 | amare amares amare amáremos amareis amaren | amar amares amar amarmos amáreis amarem                                                    |                                                                                   | – –                                                                     | |
| Imperfekt                                   | amarem amares amaret amaremus amaretis amarent                               | amare amares amare amaremos amaretes amaren                                     | amara/amase amaras/amases amara/amase amáramos/amásemos amarais/amaseis amaran/amasen                                                             | amasse amasses amasse amássemos amásseis amassem                                           | amassi amassi amasse amassimo amaste amassero                                     | aimasse aimasses aimât aimassions aimassiez aimassent                   | amés amessis amés améssim améssiu amessin                                                             |
| Zusammengesetztes Perfekt                   | – –                                                                          |                                                                                 | haya amado hayas amado haya amado hayamos amado hayais amado hayan amado                                                                          |                                                                                            | abbia amato abbia amato abbiamo amato abiate amato abbiano amato                  | aimasse aimasses aimât aimassions aimassiez aimassent                   | hagi amat hagis amat hagi amat haguem amat hagueu amat hagin amat                                     |
| Plusquamperfekt                             | ama(vi)ssem ama(vi)sses ama(vi)sset ama(vi)ssemus ama(vi)ssetis ama(vi)ssent | amasse amasses amasse amassemos amassetes amassen                               | hubiera/hubiese amado hubieras/hubieses amado hubiera/hubiese amado hubiéramos/hubiésemos amado hubierais/hubieseis amado hubieran/hubiesen amado | tivesse amado tivesses amado tivesse amado tivéssemos amado tivésseis amado tivessem amado | avessi amato avessi amato avesse amato avessimo amato avesti amato avessero amato | eusse aimé eusses aimé eût aimé eussions aimé eussiez aimé eussent aimé | hagués amat haguessis amat hagués amat haguéssim amat haguéssiu amat haguessin amat                   |
| Imperativ                                   | – ama – amate –                                                              |                                                                                 | – ama ame amemos amad amen | – ama ame amemos amai amem                                                                 | – ama ami amiamo amate amino                                                      | – aime – aimons aimez –                                                 | – ama (ami) amem ameu (amin)                                                                          |

##### esse
|                            | Latein                                               | Vulgärlatein                                                                    | Spanisch | Portugiesisch                                                                        | Italienisch                                                                 | Französisch                                                       | Katalanisch | Rumänisch                                             |
| Indikativ                  |                                                      |                                                                                 | |                                                                                      |                                                                             |                                                                   | |                                                       |
| Infinitiv                  | esse                                                 | essere                                                                          | ser | ser                                                                                  | essere                                                                      | être                                                              | ésser (ser) | a fi                                                  |
| Präsens                    | sum es est sumus estis sunt                          | soi es somos estes sun                                                          | soy eres es somos sois son | sou és é somos sois são                                                              | sono sei è siamo siete sono                                                 | suis es est sommes êtes sont                                      | sóc ets és som sou són | sunt ești este suntem sunteți sunt                    |
| Futur                      | ero eris erit erimus eritis erunt                    | essere habo essere habes essere habe essere habemos essere habetes essere haben | seré serás será seremos seréis serán | serei serás será seremos sereis serão                                                | sarò sarai sarà saremo sarete saranno                                       | serai seras sera serons serez seront                              | seré seràs serà serem sereu seran                                                                                               | voi fi vei fi va fi vom fi veti fi vor fi             |
| Imperfekt                  | eram eras erat eramus eratis erant                   | era eras era eramos erates eran                                                 | era eras era éramos erais eran | era eras era éramos érais eram                                                       | ero eri era eravamo eravate erano                                           | étais étais était étions étiez étaient                            | era eres era érem éreu eren | eram erai era eram erați erau                         |
| Perfekt                    | fui fuisti fuit fuimus fuistis fuerunt               | fui fuisti fuiut fummos fostes fueront                                          | fui fuiste fue fuimos fuisteis fueron | fui foste foi fomos fostes foram                                                     | fui fosti fu fummo foste furono                                             | fus fus fut fûmes fûtes furent                                    | fui (vaig ser) fores (vas ser) fou (va ser) fórem (vam ser) fóreu (vau ser) foren (van ser)                                     | fusei fuseși fuse fuserăm fuserăți fuseră             |
| Zusammengesetztes Perfekt  | – –                                                  | statum habo statum habes statum habe statum habemos statum habetes statum haben | he sido has sido ha sido hemos sido habéis sido han sido                                                                                    | tenho sido tens sido tem sido temos sido tendes sido têm sido                        | sono stato sei stato è stato siamo stati siete stati sono stati             | ai été as été a été avons été avez été ont été                    | he estat (he sigut) has estat (has sigut) ha estat (ha sigut) hem estat (hem sigut) heu estat (heu sigut) han estat (han sigut) | am fost ai fost a fost am fost ați fost au fost       |
| Plusquamperfekt            | fueram fueras fuerat fueramus fueratis fuerant       |                                                                                 | (fuera) (fueras) (fuera) (fuéramos) (fuérais) (fueran)                                                                                      | fora foras fora fôramos fôreis foram                                                 |                                                                             |                                                                   | | fusesem fuseseși fusese fuseserăm fuseserăți fuseseră |
| Konjunktiv                 | Latein                                               | Vulgärlatein                                                                    | Spanisch | Portugiesisch                                                                        | Italienisch                                                                 | Französisch                                                       | Katalanisch | Rumänisch                                             |
|                            |                                                      |                                                                                 | |                                                                                      |                                                                             |                                                                   | |                                                       |
| Präsens                    | sim sis sit simus sitis sint                         | seia seias seia seiamos sites sin                                               | sea seas sea seamos seáis sean | seja sejas seja sejamos sejais sejam                                                 | sia sia siamo siate siano                                                   | sois sois soit soyons soyez soient                                | sigui siguis sigui siguem sigueu siguin                                                                                         | să fiu să fii să fie să fim să fiți să fie            |
| Futur (lat. Konj. Perfekt) | fuerim fueris fuerit fuerimus fueritis fuerint       |                                                                                 | fuere fueres fuere fuéremos fuereis fueren                                                                                                  | for fores for formos fordes forem                                                    | – –                                                                         | – –                                                               | – – |                                                       |
| Imperfekt                  | essem esses esset essemus essetis essent             | esse esses esse essemos essetes essen                                           | fuera/fuese fueras/fueses fuera/fuese fuéramos/fuésemos fuerais/fueseis fueran/fuesen                                                       | fosse fosses fosse fôssemos fôsseis fossem                                           | fossi fossi fosse fossimo foste fossero                                     | fusse/ fusses/ fût fussions fussiez fussent                       | fos fossis fos fóssim fóssiu fossin                                                                                             |                                                       |
| Zusammengesetztes Perfekt  | – –                                                  |                                                                                 | haya sido hayas sido haya sido hayamos sido hayáis sido hayan sido                                                                          | tenha sido tenhas sido tenha sido tenhamos sido tenhais sido tenham sido             | sia stato sia stato siamo stati siate stati siano stati                     | aie été aies été ait été ayons été ayez été aient été             | hagi estat hagis estat hagi estat haguem estat hagueu estat hagin estat                                                         |                                                       |
| Plusquamperfekt            | fuissem fuisses fuisset fuissemus fuissetis fuissent | fosse fosses fosse fossemos fossetes fossen                                     | hubiera/hubiese sido hubieras/hubieses sido hubiera/hubiese sido hubiéramos/hubiésemos sido hubierais/hubieseis sido hubieran/hubiesen sido | tivesse sido tivesses sido tivesse sido tivéssemos sido tivésseis sido tivessem sido | fossi stato fossi stato fosse stato fossimo stati foste stati fossero stati | eusse été eusses été eût été eussions été eussiez été eussent été | hagués estat haguessis estat hagués estat haguéssim estat haguéssiu estat haguessin estat                                       |                                                       |
| Imperativ                  | – es esto – este/estote sunto                        |                                                                                 | – sé sea seamos sed sean | – sê seja sejamos sede sejam                                                         | – sii sia siamo siate siano                                                 | – sois – soyons soyez –                                           | – sigues (sigui) siguem sigueu (siguin)                                                                                         |                                                       |